# Эгоян, Атом
Ато́м Эгоя́н (арм. Ատոմ Էգոյան, англ. Atom Egoyan; род. 19 июля 1960, Каир) — канадский кинорежиссёр, сценарист, продюсер, актёр, монтажёр армянского происхождения. Основными в его творчестве являются темы отчуждения и изоляции человека, которые раскрываются через образы людей, имеющих отношение к развитию технологий, к бюрократии или другим властным структурам.

## Биография
Эгоян родился в Каире. Вместе с сестрой Евой (сейчас концертирующая пианистка из Торонто) были отправлены родителями в город Виктория в Британской Колумбии. Уже подростком он увлекался чтением книг и написанием собственных пьес. Значимое влияние на Эгояна оказали произведения Сэмюэла Беккета и Гарольда Пинтера. Он окончил университет Торонто по специальностям «международные связи» и «игра на классической гитаре».
В 2002 году вышел фильм Эгояна «Арарат» о геноциде армян, неодобрительно встреченный Турцией, которая пыталась препятствовать его показу на Каннском кинофестивале.
Сейчас Эгоян живёт в Торонто вместе со своей женой актрисой Арсине Ханджян — армянкой, родившейся в Бейруте, снявшейся во многих фильмах Эгояна, и сыном Аршилом.

## Фильмография
- «Головокружение»

### Режиссёрская фильмография (художественные фильмы)
- 1984 — «Ближайший родственник» / Next of Kin
- 1987 — «Семейный просмотр» / Family Viewing
- 1989 — «Роли с текстом» / Speaking Parts
- 1991 — «Страховой агент» / The Adjuster
- 1992 — «Монреаль глазами...» / Montréal vu par…
- 1993 — «Аморальное поведение» / Gross Misconduct: The Life of Brian Spencer
- 1993 — «Календарь» / Calendar
- 1994 — «Экзотика» / Exotica
- 1997 — «Славное будущее» / The Sweet Hereafter
- 1999 — «Путешествие Фелиции» / Felicia’s Journey
- 2001 — «Последняя плёнка Крэппа» / Krapp’s Last Tape
- 2002 — «Арарат» / Ararat
- 2005 — «Где скрывается правда» / Where the Truth Lies
- 2008 — «Обожание» / Adoration
- 2009 — «Хлоя» / Chloe
- 2011 — «Невидимый мир» / Mundo Invisível — новелла «Yerevan — O Visível»
- 2013 — «Узел дьявола» / Devil’s Knot
- 2014 — «Пленница» / The Captive
- 2015 — «Помнить» / Remember
- 2019 — «Почётный гость» / Guest of Honour
- 2023 — «Семь вуалей» / Seven Veils

### Телефильмы
- 1985 — «В этом уголке»
- 1993 — «Злостное поведение»
- 1997 — «Вдохновлённый Бахом: Сарабанда»

### Документальные фильмы
- 2003 — «Цитадель»

## Награды
- Компаньон ордена Канады (2015 год)[5].
- Офицер ордена Канады (1999 год).
- Медаль Бриллиантового юбилея королевы Елизаветы II.
- Орден Почёта (3 сентября 2011 года, Армения) — по случаю 20-летия независимости Республики Армения, за выдающиеся творческие достижения в области культуры и искусства[6].
- Медаль Мовсеса Хоренаци (20 августа 2002 года, Армения) — за весомый вклад в национальное искусство и образование[7].